# Zastava Baltimorea
Zastava Baltimorea je službena zastava tog glavnog grada američke savezne države Maryland. Zastava prikazuje spomenik bitci, odnosno lokalni monument veteranima rata za neovisnost. Isti spomenik nalazi se i na službenom grbu grada Baltimorea.
Zastava je obojena u polja crne i tamno žute boje što je i boja plemićke obitelji Calvert iz Baltimorea. Iste boje se dijelom pojavljuju i na službenoj zastavi države Maryland.
Na temelju istraživanja iz 2004. koje je financirala Sjevernoamerička veksilološka udruga, zastava Baltimorea je ocijenjena sa 7,46 (na ljestivi od max. 10 bodova). Time je zastava svrstana na 18. mjesto od 150 američkih zastava koje su obuhvaćene istraživanjem.

## Vanjske poveznice
- Baltimore City, Maryland (U.S.)